# Рязанський державний обласний театр ляльок
Рязанський державний обласний театр ляльок (рос. Рязанский государственный областной театр кукол) — обласний державний ляльковий театр у місті Рязані Російської Федерації; один з осередків культури та дозвілля міста і області.

## Загальні дані та будівля театру
Рязанський державний обласний театр ляльок міститься у спеціально зведеній за СРСР (1982) будівлі за адресою:
пл. Театральна, буд. 27, м. Рязань—390023 (Рязанська область, Російська Федерація).
Глядацька зала розрахована на 366 місць. Параметри сцени — 10,0 (ширина) х 9,0 (глибина) х 12,0 (висота) метрів. Крім основної сцени, театр має також малу, її глядацька зала розрахована на 80 місць. 
Директор закладу — Кириллов Костянтин Геннадійович, художній керівник театру — заслужений діяч мистецтв РФ Шадський Валерій Миколайович.

## З історії та діяльності театру
Театр ляльок у Рязані був створений к 1968 році на базі лялькової трупи Рязанської філармонії під керівництвом М. С. Хомкалової. 
Спочатку спектаклі гралися в клубах, школах, палацах культури. У 1982 році театр отримав власну нову будівлю. 
Від 1989 року Рязанський театр ляльок став ініціатором і організатором проведення Міжнародного фестивалю театрів ляльок «Рязанские смотрины». 
Колектив рязанських лялькарів гастролював у Франції, Німеччині, Голландії, Іспанії, Австрії, Норвегії, Швеції, Польщі, В'єтнамі, на Мадагаскарі і в Японії. Рязанський ляльковий є неодноразовим учасником театральних фестивалів театрів ляльок, у тому числі в 2007—09 роках — в Самарі, Пензі, Кургані і Митіщах.

## Репертуар
Рязанський державний обласний театр ляльок за період свого існування поставив 140 прем'єрних спектаклів. У теперішній час (кінець 2000-х років) репертуарна колекція театру пропонує 30 вистав різних жанрів для дітей і дорослих.
Серед вистав чинної афіші (сезон 2010/2011):
для найменших глядачів:
| - «Аистенок и Пугало» (Л. Лопейська, Г. Крчулова); - «Бука» (М. Супонін); - «Клочки по заулочкам» (Г. Остер); - «Машенька и Медведь» (В. Швембергер); - «Три поросенка» (С. Михалков); | - «Красная Шапочка» (В. Шадський за казкою Шарля Перро); - «Сказка о глупом мышонке» (С. Маршак); - «Теремок» (С. Маршак); - «Мойдодыр» (за казками К. Чуковського) |

для школярів:
| - «Авдотья Рязаночка»; - «Белоснежка и семь гномов»; - «Ветер странствий» (В. Купрін); - «Волшебное кольцо» (А. Цуканов); - «Дикий» (В. Синакевич); - «Елена Премудрая» (М. Бартенев); - «Заколдованная принцесса» (В. Шадський); - «Здравствуйте»! (Р. Алдоніна, М. Бартенєв); - «Золотой ключик, или Приключения Буратино» (В. Шадський за казкою О. Толстого); - «Как Иван-дурак царевичем стал» (С. Сєдов); - «Карлик Нос» (В. Шувалов); - «Колобок + Репка» (В. Шадський, С. Захарчев); - «Конек-горбунок» (П. Єршов); | - «Мальчик-с-пальчик» (М. Бартенєв); - «Похождения домового» (К. Мєшков); - «Предтеча» (А. Крючков); - «Синяя борода» (Ш. Перро); - «Сказка о мертвой царевне и о семи богатырях» (О. Пушкін); - «Сказка подводного мира «Отшельник и Роза»; - «Сказки Пушкина» (О. Пушкін); - «Шляпа с приключениями» (В. Скіданов); - «Приключения Чиполлино» (Джанні Родарі); - «Зимы не будет» (В. Ольшанський); - «Лев Толстой и дети. Сказки.» (В. Шадський); - «Огниво». |

для дорослих глядачів:
- концертна програма «Совсем как люди»;
- «Брат Чичиков» (Н. Садур);
- «Двенадцать».

## Виноски
1. ↑  Рязанський державний обласний театр ляльок[недоступне посилання з липня 2019] на Енциклопедія «Театральная Россия» (електронна версія) [Архівовано 12 червня 2010 у Wayback Machine.] (рос.)
2. ↑  Історія театру [Архівовано 1 жовтня 2010 у Wayback Machine.] на Вебсторінка театру (рос.)
3. ↑  Репертуар (театру) [Архівовано 1 жовтня 2010 у Wayback Machine.] на Вебсторінка театру (рос.)